# 독일의 IS에 대한 군사 개입
독일의 대 IS 군사 개입은 2015년 12월 4일 공식발표된 독일의 전쟁이다. 시리아 내전 및 제2차 이라크 전쟁에 대한 독일의 개입은 반다에시 작전이라는 암호명이 붙은 독일 연방방위군의 시리아 및 이라크에서의 임무에서 시작되었다. 처음에 이 전쟁은 미국의 내재된 결단 작전의 일부로써 시작되었다. 이 전쟁은 ISIL의 테러에 맞서 싸우기 위한 전쟁으로 2015년 11월 파리 테러에 대한 대응 중 하나이기도 했다. 현재 독일은 이라크와 시리아에 항공모함 1척 및 전함 1척을 보냈다.

## 역사
독일 연방방위군의 배치는 2015년 11월 말 독일 정부의 독일 연방의회에서 논의되고 있었고, 2015년 12월 4일 독일 기독교민주연합과 독일 사회민주당의 투표에서 다수결의 찬성을 얻음으로써 파병이 승인되었다. 튀니지, 터키, 베이루트, 러시아, 그리고 특히 2015년 11월 파리 테러는 시리아 및 이라크 이외의 지역에서도 테러 조직이 테러를 일으킬 수 있음을 보여주는 사례였으며 전세계적 평화와 안보를 위협할 수 있게 됨에 따라 독일 연방의회는 파병에 정당성을 부여했다. 더욱이 파리에서의 공격은 ISIL이 직접적으로 유럽 본토에 테러를 저지를 수 있음을 알린 것이었다. 법적으로 이러한 파병은 유엔 헌장 51조에 의거한 것이었다. 추가적으로 이 임무는 파리 테러와 같은 전쟁 범죄를 미연에 방지하고자 시리아-이라크 지역의 주민들을 보호하는 것도 포함되어 있었다.
독일 연방방위군은 터키 공군 기지에서 파나비어 토네이도 6대와 프리킷을 보내 프랑스군을 도왔다. 반IS 국제 동맹군의 공습 참가와 같은 무장 공격은 독일 정부 측에서 계획하고 있지 않다. 1200명의 군대 파병은 독일 연방방위군의 해외 파병 역사상 가장 큰 규모이다. 시리아에서 진행 중인 내전의 불명확한 상황과 관련된 위험으로 인해 연방 정부의 정책과 연방방위군의 임무는 논란이 많다. 독일 좌익 칼럼리스트이자 슈피겔의 기자인 제이콥 어거스틴과 같은 비평가들은 이 임무를 "메르켈의 전쟁"이라 덧붙였으며 독일을 전쟁 국가로 만든다고 말했다. 추가적으로 비평가들은 독일에서도 테러의 공격이 증가할 것이라고 두려워했다. 이 임무에 관한 의회 임원은 작전이 2016년 12월 31일까지만 유효하다고 말했다. 군사 작전은 1340만 유로가 들 것으로 보고되었다.

## 작전의 규모
1200명 정도의 독일 연방방위군이 전투에 참여한다.
- 공중 급유: 150명
- 교육: 400 ~ 500명
- 해군: (about 300)
- support staff (about 50)

2015년 12월 4일, 에어버스 A400M과 2대의 파나비어 토네이도가 인시를릭 공군기지로 가서 첫 임무를 수행했다. 이 때 에어버스 A400M에는 40명의 독일 연방방위군이 있었다. 토네이도 전투기들은 지원기로 배치될 예정이다.

## 자산

### 독일 공군
- 인시를릭 공군 기지
  - 에어버스 A310-304 MRTT
    - 연방 국방부 특수항공임무부대 (독일 공군).[7]

  - 파나비어 토네이도 ECR
    - 독일 연합전술공군 제51부대[7]

### 독일 해군
브레멘급 순양함 F213 아우크스부르크가 프랑스 항공모함 샤를 드 골 함의 임무에 배치될 예정이다.

## 같이 보기
- 대 IS 군사 개입
- 내재된 결단 작전
- 러시아군의 시리아 내전 개입